# Alegres vacaciones
 Alegres vacaciones  es una temprana película de dibujos animados, o de animación, dirigida por Arturo Moreno, aunque en los créditos figura en esta función José María Blay, quien hizo las funciones de supervisor, y estrenada en el año 1948. Se alternan escenas reales con escenas animadas.
Como era habitual en aquel momento, el guion fue redactado por personas que no estaban experimentadas en el terreno cinematográfico, no siendo ninguna de ellas un escritor. Estos realizaron el mismo conforme a dos ideas: usar los personajes que tanto éxito de crítica como de público habían tenido y mostrar los distintos lugares de España con un fondo folclórico, siguiendo la idea de las obras de Walt Disney Los tres caballeros y Saludos amigos.
El argumento de la película consiste en que los personajes de Garbancito de la Mancha están hartos de seguir encerrados en los estudios y deciden cada uno emprender un viaje a un lugar distinto de España. Chirili y Quiriquí marchan a Palma de Mallorca, la tía Pelocha a Valencia, Garbancito a Marruecos y Andalucía, Caramanca a Cataluña, Madrid y la zona cantábrica.
La película no obtuvo el éxito de su predecesora tanto a nivel de público como de la crítica y se califica en la actualidad como un intento fallido de mostrar las costumbres de la sociedad española. Actualmente no existe ninguna copia de la película en ninguna filmoteca de su país de origen ni en la de la localidad donde se realizó.

## Argumento
Los directivos de Balet y Blay deciden, ahora que ha llegado el verano, irse de vaciones. A partir de ese momento en los estudios no se escucha nada, lo que provoca que los personajes se aburran, por lo que Garbancito le propone a los demás irse de vaccaciones a distintos lugares de España cada uno por su lado. Chirili y Quiriquí se van al puerto de Barcelona para coger un barco que les lleva, ellos no lo saben pero la estatua de Cristóbal Colón les indica cuál es el que les lleva a la localidad. Allí recorren toda la ciudad en un autobús que se va despacio para que puedan observar con detenimiento todo lo que hay en la isla.
La tía Pelocha se dirige a una huerta valenciana donde está su sobrino Vizantico en donde aprecia los naranjales y la paella. A la tía Pelocha la confunden con un ninot, tras solucionarlo observan la fiesta desde el balcón. Garbancito se dirige a Sevilla, en donde, nada más llegar, se sorprende de La Giralda, también ve otros monumentos y asiste a una corrida de toros y observa los otros monumentos de la localidad. Allí se encontraba con Manazas, Pajarón y Pelanas y vio con ellos en acción a un bailaor de flamenco. Caramanca habla en voz en off con imágenes reales de las ciudades que visitó. Primero, Barcelona en donde destruyó algunas ciudades debido a que estornudó por culpa del confeti, más tarde a Madrid en donde durmió en el paseo de la Castellana y por último al País Vasco en donde jugó al frontón.
Garbancito, Manazas, Pajarón y Pelanas son secuestrados en el Protectorado español de Marruecos por un grupo de malhechores, pero, gracias a la ayuda un chico de raza negra llamado Carbonilla y unas libélulas consiguen escapar. Finalmente Peregrina avisa a los personajes de la llegada de los dibujantes y todos regresan a su sitio quedando quietos y silenciosos.

## Producción
Tras el éxito tanto de crítica como de público de Garbancito de la Mancha, a mediados de 1945 la productora propuso utilizar estos personajes en el contexto del momento utilizando el mismo equipo que en dicha película. La idea consistía en que los personajes fuera cada uno a un sitio distinto de España. El guion no fue realizado por Julián Pemartín, sino por la productora, a pesar de ello figuró en los títulos de crédito como autor del argumento literario. Pero los medios técnicos no habían mejorado con respecto a la cinta anterior, ya que el celuloide se importaba de Inglaterra y los movimientos de los personajes se calculaban mediante un cronómetro
El rodaje duró desde el 14 de mayo de 1945 hasta el 20 de junio de 1948, este duró más de lo esperado debido al incendio en los Estudios Balet y Blay en donde se quemaron una parte importante de los dibujos. Sobre este suceso nunca se descubrió el motivo por el que se produjo. Pudo ser por un sabotaje de alguno de los trabajadores o por causas naturales porque los negativos se hacían con nitrato de celulosa, que se suele utilizar para la realización de explosivos, que se puede autodestruir porque en el lugar donde se guardaban no tenían ni la temperatura ni la humedad adecuadas y provocar así el incendio, este hizo que el presupuesto aumentase porque los animadores cobraban por semana trabajada.
Los personajes fueron aumentados considerablemente respecto a su predecesora, estos dibujos y los interiores fueron realizados en Palma de Mallorca, a donde Arturo Moreno fue personalmente a la hora de la realización de algunos fondos que más tarde envió al decorador Francisco Tulla y al fondista Valentín Castanays, si bien los dibujos de los exteriores se hicieron sobre la base de las fotografías de los lugares, y más tarde sería dibujados cuya labor fue realizado por el operador Wladimir Rudin, si bien alternaron imágenes reales para ahorrar costes. La banda sonora fue realizado por Ramón Ferrés en vez de por el Maestro Guerrero que hizo esta función en su antecesora, las canciones, en cambio, fueron compuestas por Joaquín Bisbe.
Moreno no vería el montaje final de la cinta, ya que se marchó justo cuando acabó de rodarla a Venezuela, debido a recibir una sustanciosa oferta del Ministerio de Educación de Venezuela para trabajar como director en la revista infantil Tricolor.

## Recepción
El estreno de la película se produjo el 27 de diciembre de 1948 en los cines Publi de Barcelona y Actualidades de Madrid. La crítica de la época la valoró positivamente, si bien matizó que Arturo Moreno no había hecho todavía su gran película. A pesar de ello la valoró como inferior a su predecesora, en el día de su estreno la crítica que aparecía en Cámara: «se hacen películas con dibujos animados en color cuando aún la industria no contro los de a blanco y negro y, a este paso, no se conseguirá alcanzar el nivel de los productos de otros países». El ABC, en cambio, expuso: «en España aún no se ha conseguido realizar un dibujo y un color que sean llevados correctamente a la gran pantalla, aunque el trabajo de Blay, Moreno y el maestro Ferrés intentan mostrar que poco a poco el cine de animación español va camino de alcanzar la perfección». Por su parte el diario Ya publicó: «tiene una muy simpática intención que es la de unir el nombre de España con la fantasía, Moreno demuestra de grandes dotes, pero no dispone de los medios que gozan otros países». En enero del año siguiente Primer Plano publicó: «a pesar de contar con peores medios que otras industrias del sector, sin embargo consigue con la fantasía y su temática colocarse en un honroso lugar».
La taquilla fue inferior a su predecesora al igual que el presupuesto, 3 millones de pesetas, si bien se desconoce cuál fue el beneficio de la productora, si bien se piensa que fue positivo ya que Blay realizaría una tercera película llamada Los sueños de Tay-Pi, que se convirtió en un fracaso y provocó el cierre de la empresa y sin recibir los trabajadores ningún tipo de indemnización. Si bien Arturo Moreno se sintió defraudado con la película explicando que la historia de Garbancito de la Mancha, si bien explicó que hubiera quedado mejor en forma de musical, pero no se lo permitió la productora ya que aumentaba el presupuesto sustancialmente.